# Steenkampsiedlung

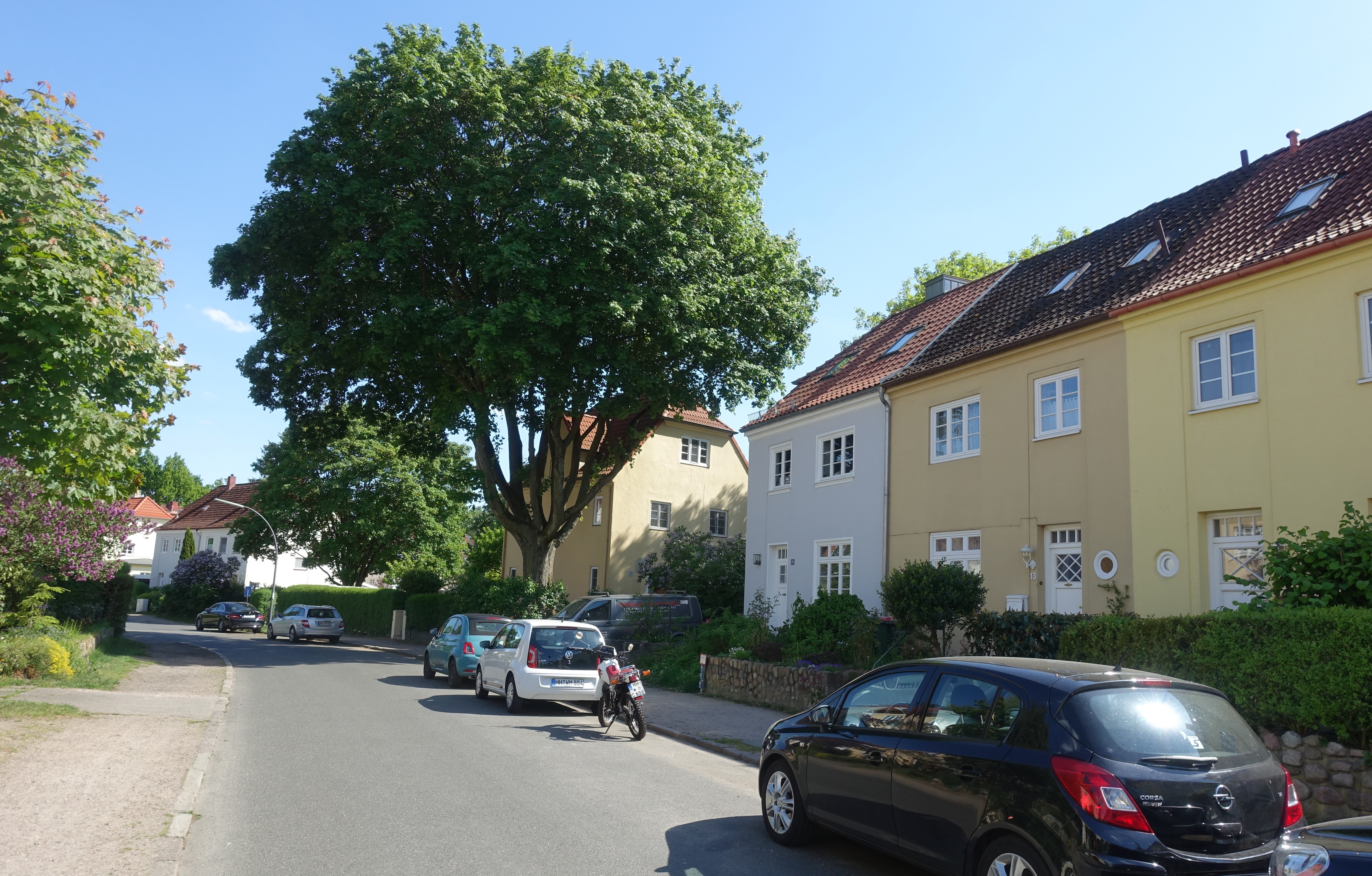
Häuser in der Steenkampsiedlung (Straße Steenkamp)

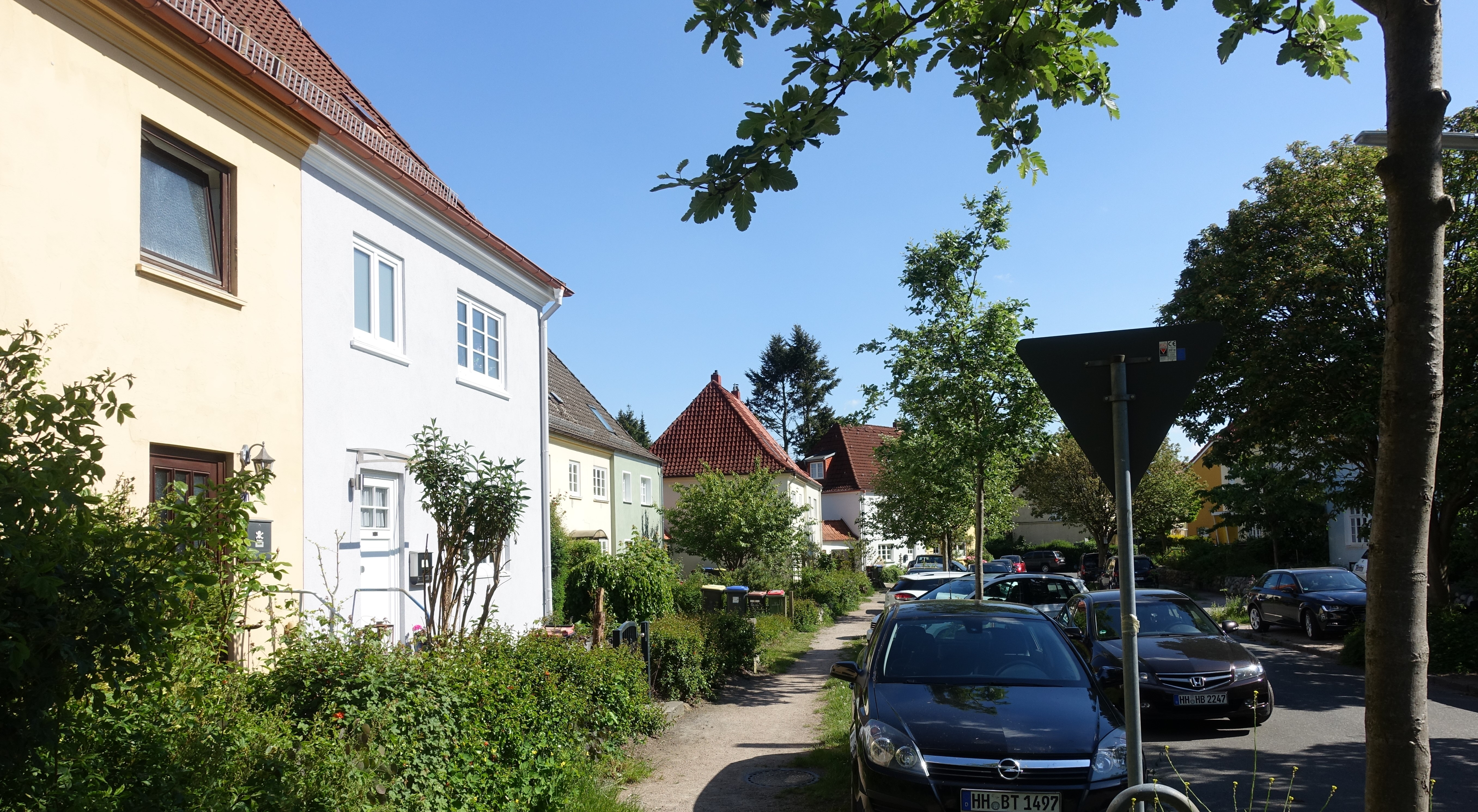
Häuser im Bökenkamp in der Steenkampsiedlung

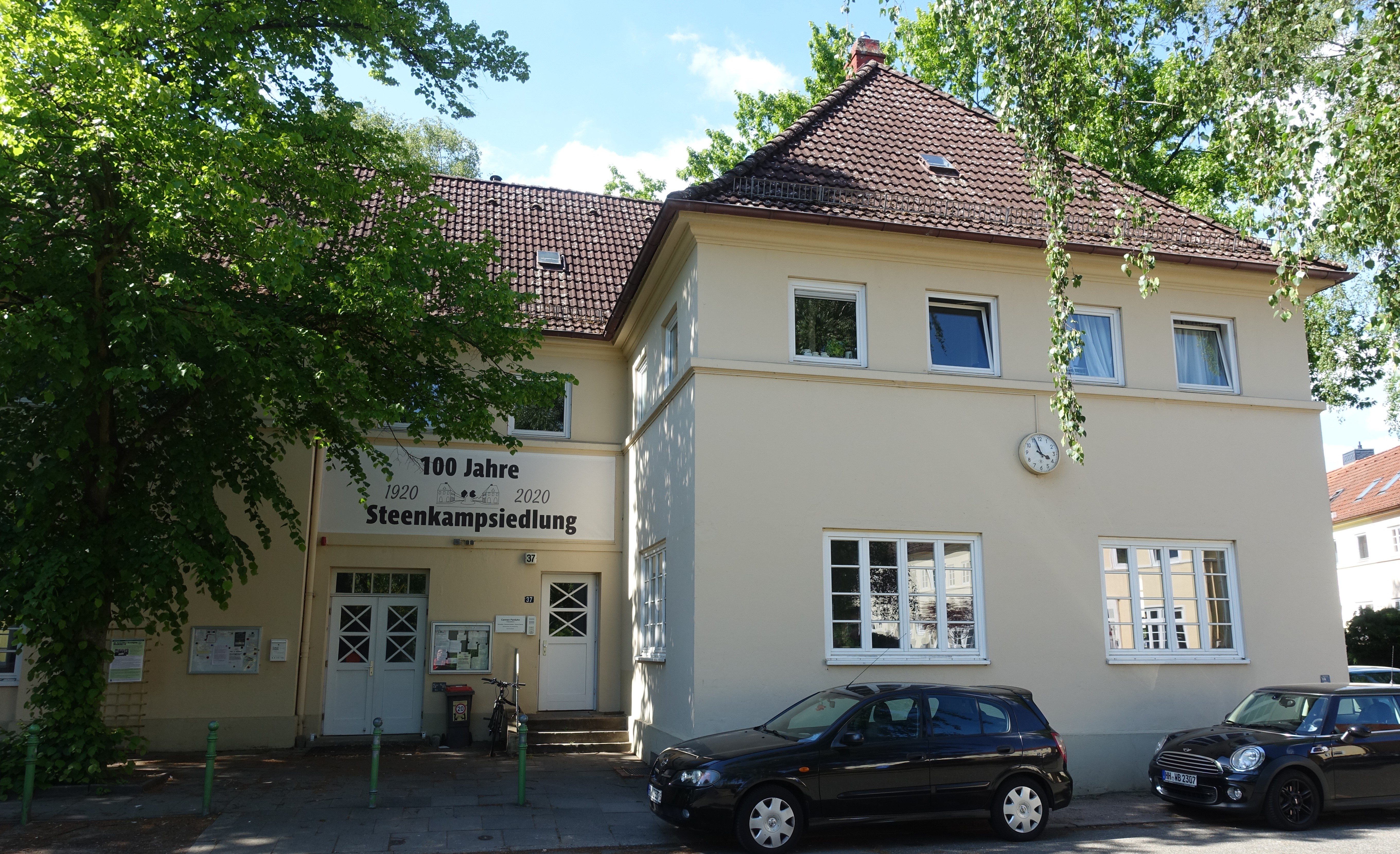
Sitz der Heimstättervereinigung Steenkamp e. V. und Treffpunkt mit Steenkampsaal

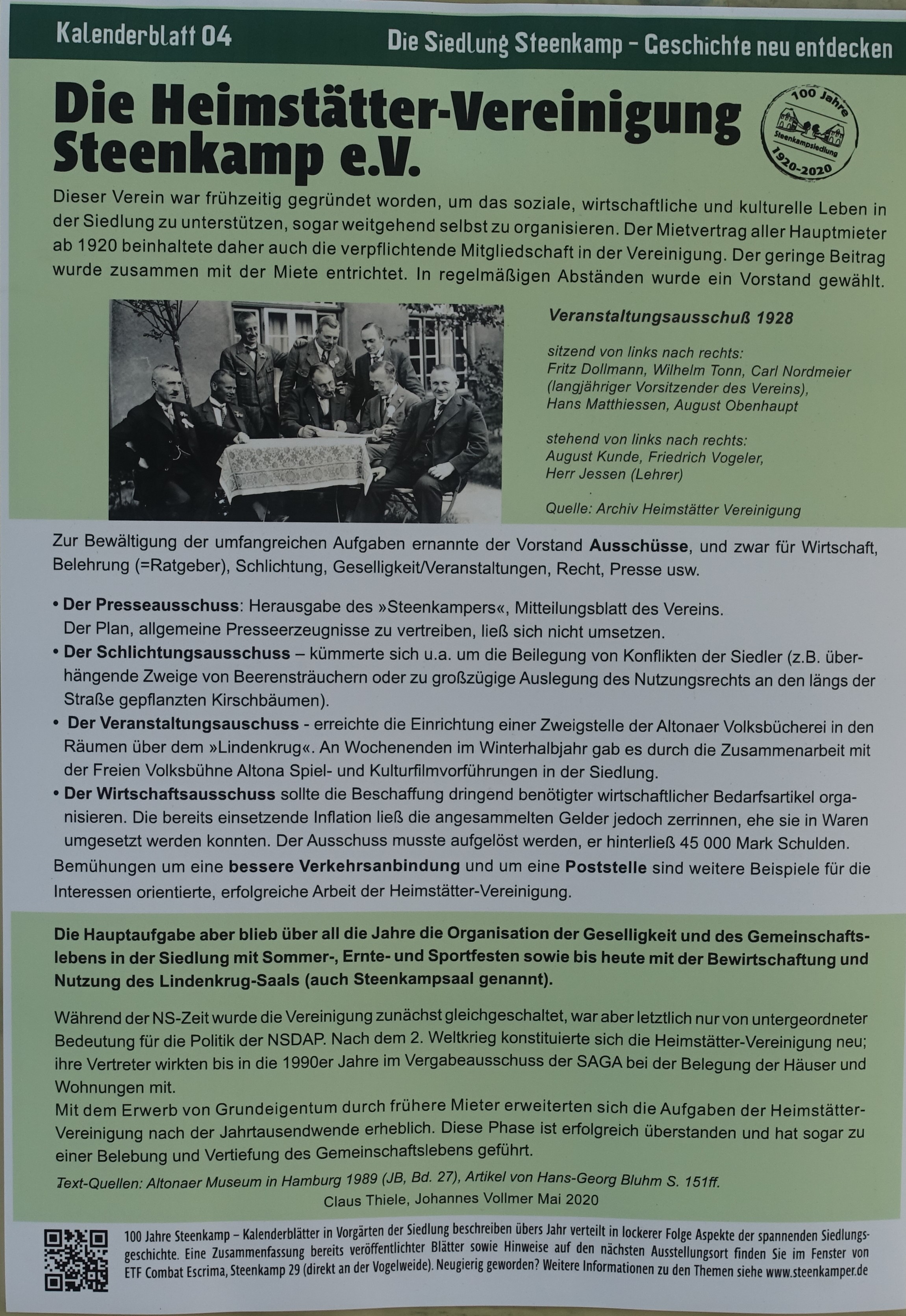
Informationen über die Heimstättervereinigung Steenkamp e. V.

Die Steenkampsiedlung in Hamburg-Bahrenfeld ist eine als Gartenstadt nach dem Ersten Weltkrieg angelegte Siedlung, die der Versorgung von Familien mit geringem Einkommen und Kriegsheimkehrern mit Wohnraum dienen sollte.

## Lage
Die Siedlung liegt zwischen den Straßen Notkestraße und Osdorfer Weg zu beiden Seiten der Ebertallee. Ihre Grenzen sind in der Literatur uneinheitlich definiert; heute werden östlich der Ebertallee vor allem die Straßen Grotenkamp und Riemenschneiderstieg, westlich der Ebertallee nahezu das gesamte Gelände zwischen Notkestraße und Osdorfer Weg zur Siedlung gezählt. Die eigentliche Siedlung Steenkamp der Stadt Altona ging aber westlich der Ebertallee nur bis zur Straße Am Torbogen. Schon die Straße Hochfeld und das Gebiet bis zur Straße Zum Hünengrab hatte die Gemeinde Großflottbek – bis 1927 selbständig – errichtet: mit typischen Kleinsiedlungshäusern und keiner so hervorragenden Städtebauqualität wie auf der Altonaer Seite. Rund um den namensgebenden Steenkamp ist der Charakter der Siedlung am besten sichtbar.

## Geschichte
Ursprünglich dem Konzept der Gartenstadtbewegung aus England folgend, gab es erste Planungen des Landschaftsarchitekten Leberecht Migge.
Fortgeführt wurde das Konzept vom Stadtplaner Gustav Oelsner mit seinen Vorstellungen des „Neuen Altonas“. Die Siedlung entstand in drei Bauabschnitten, für die jeweils unterschiedliche Architekten verantwortlich waren: für den ersten Abschnitt von 1914 bis 1915 am Riemenschneiderstieg – damals Emmichstraße – Fritz Neugebauer und Kurt Schmidt, für den zweiten von 1919 bis 1922 Kurt Meyer und für den dritten Abschnitt (Wichmannstraße – damals Kluckstraße – und Grotenkamp) von 1924 bis 1926 Oelsner selber. Alle Erschließungsstraßen sind leicht geschwungen und beginnen an einigen wenigen Durchgangsstraßen. Die Gartenseite der Grundstücke ist durch ein dichtes Netz von Fußwegen (Dungwegen) zugänglich.
Insgesamt entstanden etwa 670 Einfamilienhäuser und circa 92 Mehrfamilienhäuser auf einer Fläche von rund 22 ha. Die Häuser waren so angelegt, dass eine Selbstversorgung aus den Gärten möglich war. Die Siedlung wurde nach wirtschaftlichen Schwierigkeiten des Bauherren „Heimag“ von der Stadt Altona übernommen, die dazu 1922 für die Mietverwaltung durch Stadtkämmerer Max Brauer die „Siedlungsaktiengesellschaft Altona“ (SAGA) gründete. Die SAGA hatte auch jahrelang ihre Geschäftsstelle in einem der größeren Gebäude am zentralen Platz am Steenkamp (früher als Vogelweide benannt) direkt über den Räumlichkeiten der Gaststätte „Zum Lindenkrug“ und dem Saal der Heimstättervereinigung (Steenkampsaal).
Die Häuser am Riemenschneiderstieg entstanden im ersten Bauabschnitt und lassen deutliche Einflüsse der Entwürfe für die Gartenstadt Hellerau erkennen. Im Gebiet westlich der Ebertallee wird die Gestaltung sachlicher, was sich bis zum letzten Bauabschnitt um den Grotenkamp fortsetzt. Als auffällige Einzelgebäude sind das von Friedrich Ostermeyer entworfene Ledigenheim an der Ebertallee und die Gemeinschaftsgebäude mit PRO, Lindenkrug und Steenkampsaal zu nennen. Die zentral gelegene PRO im Steenkamp war über Jahrzehnte für fast alle Haushalte in der Siedlung die Anlaufstelle zum günstigen Kauf sämtlicher Artikel der Grundversorgung, nicht nur von Nahrungsmitteln. Zugleich war sie ein reger Ort für die tägliche Begegnung der Bewohner, den Austausch von Informationen und Meinungen.

## Wohnkonzept
Die Siedlung war von Beginn an eine beliebte Wohnlage und durch öffentliche Verkehrsmittel sowie Straßen gut erschlossen. Alle Häuser verfügen über einen Garten, wodurch die Siedlung sehr grün ist – aber gleichzeitig sind die Entfernungen zur Hamburger Innenstadt, nach Altona oder Hamburg-Ottensen sehr kurz, so dass sie schon in den 1920er-Jahren von der Bahrenfelder Trabrennbahn aus mit der Straßenbahn und dem Autobus gut erreichbar war. Gemeinschaftsgebäude (Gaststätte mit Saal), Ladenzeilen und eine Schule (mittlerweile ein Jugendhaus) erhöhen den Wohnwert zusätzlich.
Ursprünglich besaßen die Bewohner eine Option auf Eigentumserwerb, die nach der Übernahme durch die SAGA in vererbbare Dauermietverträge umgewandelt wurde. In der Sozialstruktur dominierten Angestellte, Beamte und freie Berufe – Arbeiter waren unterrepräsentiert. Seit 2002 wurden die Häuser durch die SAGA auf Wunsch an die Mieter verkauft. Anfang der 2010er-Jahre waren etwa 60 % der Häuser in Privateigentum übergegangen.
Für einen nachbarschaftlichen Zusammenhalt wurde bereits 1920 die „Heimstättervereinigung Steenkamp e. V.“ gegründet, um bei Interessenskonflikten zwischen den Mietern der Heimag bzw. dann der SAGA besser vermitteln zu können. Die Heimstättervereinigung bietet darüber hinaus vielfältige soziale Aktivitäten wie eine prämierte Kinderkinogruppe, ein jährliches Sommerfest, Laternelaufen, Flüchtlingsarbeit, Skat und Bingo, eine Klönschnackrunde, Abendveranstaltungen, eine Theatergruppe, einen Chor („Die Steenkampsingers“), Yoga, einen Weihnachtsbasar, eine Geschichtswerkstatt, Tanz in den Mai und vieles mehr.

## Denkmalschutz
Über viele Jahre nahmen die Mieter die Instandhaltungs- und Umbaumaßnahmen selbständig und ohne zentrale Vorgaben durch die Vermieter vor. So verschwand mit der Zeit der einheitliche Charakter der Siedlung. Seit 1984 gibt es ein Gestaltungsgutachten, das Vorschläge enthält, wie ein möglichst ursprüngliches Erscheinungsbild zu erreichen wäre. Dieses Gutachten ist eine der Grundlagen der seit 2001 bestehenden Milieuschutzverordnung (Gestaltungsverordnung) der Stadt, die für die Kernbereiche der Siedlung recht detaillierte Vorgaben zur Gestaltung der Häuser macht. Aufgrund der starken Veränderungen gegenüber dem Ursprungszustand konnte die Siedlung nicht unter Denkmalschutz gestellt werden. Heute sind viele Häuser in hellen Gelb-, Rosa-, Grün- und Blautönen gestrichen. Ältere Bewohner erzählen, dass die Fassaden früher in Erdbeerrot, Gelb, Ocker, Rotbraun und Olivgrün gehalten waren.

## Bekannte Personen
- Georg Hempel (1894–1969), Scherenschneider, Maler und Kunsthandwerker, lebte von 1923 bis 1969 in der Steenkampsiedlung.
- Tom Hops (1906–1976), Maler und Grafiker, schuf 1966 und 1967 Aquarelle der Siedlung.
- Hilge Nordmeier (1896–1975), war eine Politikerin der SPD und Mitglied der Hamburgischen Bürgerschaft. Sie lebte ab 1922 in der Steenkampsiedlung.
- Erich Hartmann (1886–1974), Maler, lebte seit 1922 in der Steenkampsiedlung.
- Barbara Popp-Schmidt (1890–1978), Malerin
- Louis Cahnbley (1892–1970), führend in der KPD im Zentralkomitee des Bezirks Wasserkante, lebte im Steenkamp 43.